# Tropicos
Tropicos je online botanická databáze obsahující taxonomické informace o rostlinách především z neotropické oblasti (Střední a Jižní Amerika). Spravuje ji Missourská botanická zahrada a byla založena před více než 25 lety. Databáze obsahuje obrázky, taxonomické a bibliografické údaje o počtu více než 4,2 milionu herbářových exemplářů. Kromě toho obsahuje údaje o více než 49 000 vědeckých publikacích. V databázi lze vyhledávat v angličtině, francouzštině a španělštině. Nejstarší záznamy v databázi pocházejí z roku 1703.